# Fjärdingsman

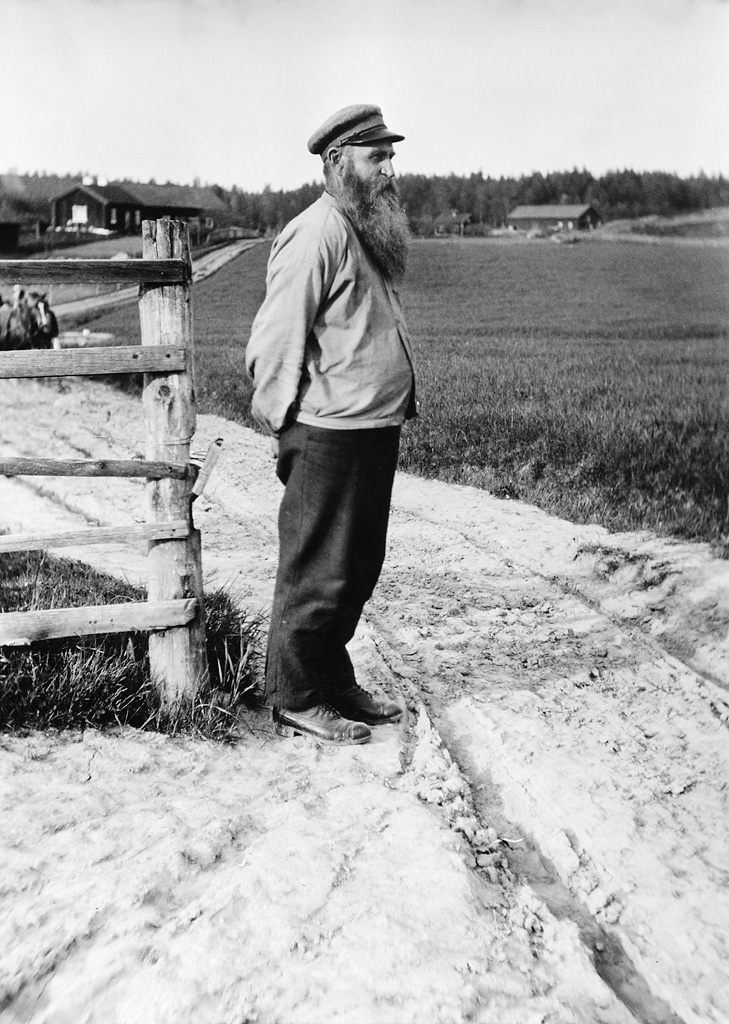
Fjärdingsmannen August Ländin i Kårsta fotograferad på 1930-talet av Einar Erici.

Fjärdingsman var i Sverige länge ett lokalt förtroendeuppdrag, men utvecklades i slutet av 1800-talet till en lägre statlig tjänst, oftast på deltid. Fjärdingsmannen biträdde kronolänsmannen med indrivning, polisverksamhet, vägtillsyn och annat. 
Benämningen fjärdingsman (i dagligt tal tidigare oftast ”fjärsman”) har sitt ursprung i häradets indelning i fjärdingar. Namnet finns belagt i skrift sedan 1500-talet, och fjärdingsmannens sysslor finns reglerad i svensk lag sedan åtminstone 1600-talet. Från början tillsattes en fjärdingsman i varje fjärdedel av ett härad, men från 1850 kom det normala i stället att bli en fjärdingsman i varje socken. Om socknen var stor kunde dock två eller ännu flera fjärdingsmän tillsättas. De tillsattes av sockenstämman, efter 1862 av kommunalstämman, för en tid av minst tre år och avlönades.
I början av 1900-talet fanns det ungefär 2 800 fjärdingsmän i Sverige. Lönen varierade mellan 50 och 300 kronor per år, och  för sin försörjning hade fjärdingsmannen även ett annat yrke.
År 1925 kom de att jämställas med polismän, och från 1948 fick de polisutbildning. Titeln försvann 1954 och ersattes av poliskonstapel, men fram till förstatligandet av polisväsendet 1965 fanns fortfarande en skillnad i tjänsterna mellan konstaplar i städerna och på landsbygden. Den levde även kvar i nostalgiskt populärkulturella alster som benämning på landsbygdspoliser, till exempel i berättelserna om Åsa-Nisse. 

## Island
På Island finns fortfarande ett motsvarande uppdrag, kallat Héraðslögreglumaður. (Se: Polisens grader på Island)